# 佩尔采夫斯科耶市镇
佩尔采夫斯科耶市镇（俄语：Муниципальное образование Перцевское）是俄罗斯联邦沃洛格达州格里亚佐韦茨区所属的一个市镇。其下辖有93个居民点，行政中心为斯洛博达。据2015年统计，该市镇的人口为2278人。